# Tabernae
Tabernae o Tres Tabernae va ser una ciutat situada entre Argentoratum (Estrasburg) i Divodurum (Metz), avui anomenada Saverne en francès i Zabern en alemany.
Segons diu Ammià Marcel·lí, l'emperador Julià va atacar als alamans acampats prop d'Argentoratum i va fer ocupar i restaurar Tres Tabernae, per prevenir l'entrada dels germànics cap a la Gàl·lia. Ammià Marcel·lí diu també que des de Tres Tabernae a Argentoratum hi havia 21 milles de distància.